# Тигернах мак Фокартай

Ирландия в середине IX — начале XI века

Тигернах мак Фокартай (др.‑ирл. Tigernach mac Fócartai; умер в 865) — король Лагора (Южной Бреги; 836—865) из рода Сил Аэдо Слане.

## Биография
Тигернах был сыном Фокарты и праправнуком верховного короля Ирландии Фогартаха мак Нейлла. Он принадлежал к Уи Хернайг, одной из двух основных ветвей рода Сил Аэдо Слане.
Тигернах мак Фокартай получил престол Лагора в 836 году, после гибели Кайрпре мак Маэл Дуйна. Его королевская резиденция находилась в долине Лох-Габор.
Сразу же после упоминания о гибели короля Кайрпре «Анналы Ульстера» сообщают о первом набеге викингов на земли Южной Бреги, во время которого норманнами было убито много местных жителей, а ещё множество уведено в неволю.
В середине IX века наиболее влиятельным ирландским правителем был верховный король Маэлсехнайлл мак Маэл Руанайд из рода Кланн Холмайн, правивший королевством Миде. Короли Лагора (Южной Бреги), Наута (Северной Бреги) и Миде принадлежали к так называемым Южным Уи Нейллам. Эти правители вели между собой постоянную борьбу за гегемонию над центральными и восточными областями Ирландии, где находились их владения.
Первое упоминание о Тигернахе мак Фокартае в ирландских анналах датировано 846 годом, когда он одержал победу над соединённым войском Маэлсехнайлла мак Маэл Руанайда и короля Лейнстера Руарка мак Брайна. Сообщается, что многие воины его противников погибли при отступлении.
В 848 году Тигернах мак Фокартай упоминается как победитель викингов в сражении около Дисерт До-Хонна, возможно, находившемся на восточном побережье Ирландии. По свидетельству «Анналов Ульстера», в сражении погибло 1200 воинов. Предполагается, что разгрому норманнов способствовало участие в сражении нескольких других ирландских правителей, союзников Тигернаха.
В 849 году в Ирландию приплыл большой флот викингов из ста сорока кораблей. Целью новоприбывших, которых ирландские анналы называли «чёрные чужеземцы», и которые, вероятно, были данами, было установление власти над уже жившими на острове «белыми чужеземцами»-норвежцами. Между викингами произошло несколько сражений, не давших преимущества ни одной из сторон. Желая воспользоваться ситуацией, верховный король Ирландии Маэлсехнайлл мак Маэл Руанайд заключил союз с Тигернахом мак Фокартаем, и вместе с ним захватил и разграбил Дублин, а затем осадил Круфайт на реке Бойн.
Однако против союза Тигернаха мак Фокартая и Маэлсехнайлла мак Маэл Руанайда выступил король Наута (Северной Бреги) Кинаэд мак Конайнг, уже несколько лет боровшийся с правителем Лагора за гегемонию над всей Брегой. Недовольный тем, что верховный король отдал предпочтение его сопернику, Кинаэд в 850 году поднял мятеж, заключил союз с дублинскими викингами и напал на владения Маэлсехнайлла и Тигернаха. Он разорил земли Миде от реки Шаннон до восточного побережья Ирландии, затем захватил и сравнял с землёй королевскую резиденцию правителя Лагора на озере Лох-Габор, а в селении Тревет сжёг ораторий вместе со всеми укрывшимися там людьми. «Анналы Ульстера» сообщают о семидесяти погибших, однако «Хроника скоттов» свидетельствует, что в Тревете по приказу Кинаэда были заживо сожжены двести семьдесят человек, и ещё шестьдесят погибли при пожаре в церкви Нуарраха.
Отомстить мятежнику Маэлсехнайлл мак Маэл Руанайд и Тигернах мак Фокартай смогли только в 851 году. По свидетельству «Фрагментарных анналов Ирландии», верховный король и правитель Лагора пригласили Кинаэда мак Конайнга на переговоры, якобы, для примирения и заключения с ним союза против викингов. Получив гарантии своей безопасности от представителей духовенства, король Наута прибыл к месту встречи. Однако здесь он был схвачен и по повелению Маэлсехнайлла, несмотря на заступничество ирландской знати и аббата Армы, утоплен в «грязном ручье». Кинаэд стал первым ирландским правителем, казнённым путём заимствованного Маэлсехнайллом у викингов утопления. Несмотря на деяния Кинаэда, приведшие к его гибели, ирландские анналы более осуждают Маэлсехнайлла, обвиняя верховного короля в игнорировании им заступничества за короля Северной Бреги ирландского духовенства.
В 854 году Тигернах мак Фокартай потерпел поражение в сражении при Домнах-Море (современном Донаморе) от Фланна мак Конайнга, брата короля Кинаэда и его преемника на престоле Наута.
После сражения при Домнах-Море свидетельства о правлении Тигернаха мак Фокартая в исторических источниках отсутствуют. Он скончался в 865 году. В сообщениях об этом событии анналы называют Тигернаха королём Лох-Габора (др.‑ирл. rí Locha Gabor) и со-королём всей Бреги (др.‑ирл. lethrí Breg).
После смерти Тигернаха мак Фокартая престол Лагора перешёл к Диармайту мак Этерскейли.